# Idaea cossurata
Idaea cossurata là một loài bướm đêm trong họ Geometridae.